# Mezuzá
Esta página contém alguns caracteres especiais e é possível que a impressão não corresponda ao artigo original.

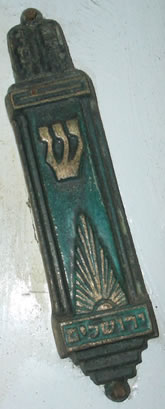
Mezuzá

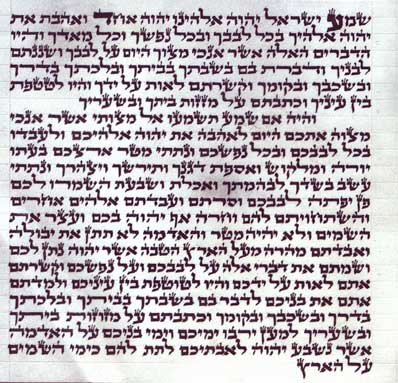
Texto de Mezuzá, Dtn 6,4-9 e 11,13-21

Mezuzá (do hebraico מזוזה "umbral / batente") é uma Mitzvá ("mandamento") da Torá que ordena que seja afixado no batente direito ou na ombreira direita das portas um pequeno rolo de pergaminho (Klaf ou Qelaf é a designação dada a um determinado pedaço de pele/couro curtida de um animal Casher – bode, boi ou veado) que contém as duas passagens da Torá que ordenam este mandamento, "Shemá" (“Ouve” - Devarim / Deuteronômio 6:4-9 - proclama a unicidade do Deus único e o eterno e sagrado dever de servi-lo) e "Vehayá" (“Acontecerá” - Devarim / Deuteronômio 11:13-21 - expressa a garantia divina de que a observância dos preceitos da Torá será recompensada e previne sobre as consequências da desobediência). 
Para ser casher (“apropriado”) deve ser escrita à mão, sobre pergaminho, e por um sofer (“escriba”) temente e observador dos mandamentos divinos, habilitado para esta função, o que é fator essencial para tornar o pergaminho sagrado. No verso do pergaminho estão escritas as letras hebraicas י ,ד ,ש   (Shin, Dalet e Yod), que forma o acróstico das palavras hebraicas "Shomer Daltot Israel" – "Guardião das casas de Israel".
A mezuzá pode ser afixada por qualquer membro da família, contanto que seja afixado no umbral direito de cada dependência do lar, sinagoga ou estabelecimento judaico como lembrança do criador, com o propósito de santificação. Quando a porta se abre para dentro do cômodo a mezuzá é afixada do lado direito de quem entra; quando a porta se abre para fora, ela é afixada do lado direito de quem sai. Deve ser posto a sete palmos de altura do chão, apontando para dentro do estabelecimento com a extremidade de cima. Os judeus costumam beijar a mezuzá de cada vez que se passa pela porta, para recordar as orações que estão contidas ali dentro e os princípios do judaísmo que elas carregam.
Na tradição, as mezuzot (plural de mezuzá) dos judeus asquenazes são posicionadas a um ângulo diagonal, enquanto os judeus sefarditas posicionam as suas mezuzot quase na vertical.
Sobre o Shemá, originalmente constituia-se de um único verso (Devarim / Deuteronômio 6:4-9 - ver Talmud Sukkot 42a e Berachot 13b). Atualmente sua recitação envolve três porções: Devarim / Deuteronômio 6:4-9, Devarim / Deuteronômio 11:13-21, e Bamidbar / Números 15:37-41 que constituem a base principal da fé judaica. Seguindo o mandamento de dizer Shemcabala cavalustica costumes povo oá "ao deitares-te e ao acordares", a leitura de Shemá é parte das rezas judaicas da noite ("Arvit") e da manhã ("Shacharit").

## Passagens bíblicas contidas no Mezuzá e Shemá

### Deuteronômio 6:4-9[4]
| Ouve, Israel, o Senhor, nosso Deus, é o único Senhor.                                                                      | Shemá Yisrael, Ado-nai Elohenu, Ado-nai Echad.                                                           | Ouve Israel, ADO-NAI nosso Deus ADO-NAI é Um. |
| Amarás, pois, o Senhor teu Deus de todo o teu coração, e de toda a tua alma, e de todas as tuas forças.                    | Veahavtá et Adonai Elohêcha, bechol levavechá uvchol nafshechá uvchol meodêcha.                          | Amarás a Eterno, teu Deus, com todo o teu coração, com toda a tua alma e com todas as tuas forças.                                                 |
| E estas palavras, que hoje te ordeno, estarão no teu coração;                                                              | Vehayú hadevarim haêle asher anochí metzavechá hayom al levavêcha.                                       | Estas coisas que Eu te ordeno hoje ficarão sobre teu coração.                                                                                      |
| E as ensinarás a teus filhos e delas falarás assentado em tua casa, e andando pelo caminho, e deitando-te e levantando-te. | Veshinantam levanêcha vedibartá bam, beshivtechá bevetêcha, uvlechtechá vadêrech uvshochbechá uvcumêcha. | As ensinarás diligentemente aos teus filhos e falarás delas quando estejas sentado em tua casa e quando andes no caminho, ao deitar e ao levantar. |
| Também as atarás por sinal na tua mão, e te serão por frontais entre os teus olhos.                                        | Uc'shartam leot al yadêcha vehayu letotafôt ben enêcha.                                                  | As atarás por sinal sobre a tua mão e serão filactérios [tefilin] entre os teus olhos.                                                             |
| E as escreverás nos umbrais de tua casa, e nas tuas portas.                                                                | Uchtavtam al mezuzot betêcha uvish'arêcha.                                                               | E as escreverás sobre os umbrais [mezuzá] da tua casa e nos seus portões.                                                                          |

### Deuteronômio 11:13-21
| E será que, se diligentemente obedecerdes a meus mandamentos que hoje vos ordeno, de amar ao Senhor vosso Deus, e de o servir de todo o vosso coração e de toda a vossa alma, | Vehayá im shamôa tishmeú el mitsvotai, asher Anochi metsavê et’chêm hayom, leahavá et A-do-nai E-lo-he-chêm, ul’ovdô bechol levavchêm uvchol nafshechêm.              | Acontecerá, se obedecerdes diligentemente Meus preceitos, que Eu vos ordeno neste dia, de amar o ETERNO, vosso Deus, e servi-Lo com todo vosso coração e com toda vossa alma;              |
| Então darei a chuva da vossa terra a seu tempo, a temporã e a serôdia, para que recolhais o vosso grão, e o vosso mosto e o vosso azeite.                                     | Venatati metar artsechêm be‘i-tô, yorê umalcosh, veassaftá deganêcha vetiro-shechá veyits‘harêcha.                                                                    | então darei a chuva para vossa terra a seu tempo, a chuva precoce e a chuva tardia; colherás teu grão, teu mosto e teu azeite.                                                             |
| E darei erva no teu campo aos teus animais, e comerás, e fartar-te-ás. | Venatati êssev bessadechá livhemtêcha veachaltá vessavá’ta. | Darei erva em teu campo para teu gado, e comerás e te saciarás. |
| Guardai-vos, que o vosso coração não se engane, e vos desvieis, e sirvais a outros deuses, e vos inclineis perante eles;                                                      | Hishameru la-chêm pen yiftê levavchêm, vessartêm vaavadtêm elohim acherim, vehishtachavitêm lahêm.                                                                    | Guardai-vos para que vosso coração não seja seduzido e desvieis e sirvais outros deuses e vos prostreis diante deles.                                                                      |
| E a ira do Senhor se acenda contra vós, e feche ele os céus, e não haja água, e a terra não dê o seu fruto, e cedo pereçais da boa terra que o Senhor vos dá.                 | Vecha-rá af A-do-nai bachêm, veatsar et hashamáyim, velô yihyê matar, vehaadamá lo titen et yevulá. Vaavadtêm meherá meal haárets hatová asher A-do-nai noten lachêm. | Pois então se inflamará contra vós a ira do ETERNO, e Ele fechará os céus e não haverá chuva, e a terra não dará seu produto. Então perecereis rapidamente da boa Terra que ETERNO vos dá. |
| Ponde, pois, estas minhas palavras no vosso coração e na vossa alma, e atai-as por sinal na vossa mão, para que estejam por frontais entre os vossos olhos.                   | Vessamtêm et devarai êle al levavchêm veal nafshechêm, ucshartêm otam leot al yedchêm, vehayu letotafot ben enechêm.                                                  | Portanto, colocai estas Minhas palavras sobre vosso coração e sobre vos-sa alma, e atá-las-eis como sinal sobre vossa mão e serão por filactérios entre vossos olhos.                      |
| E ensinai-as a vossos filhos, falando delas assentado em tua casa, e andando pelo caminho, e deitando-te, e levantando-te;                                                    | Veli-madtêm otam et benechêm, ledaber bam, beshiv-techá bevetêcha, uvlechtechá vadêrech, uvshoch-bechá uvcumêcha,                                                     | Ensiná-las-eis a vossos filhos, a falar a respeito delas, estando em tua casa e andando por teu caminho, e ao te deitares e ao te levantares.                                              |
| E escreve-as nos umbrais de tua casa, e nas tuas portas; | uchtavtam al mezuzot betêcha uvish’arêcha. | Escreve-las-ás nos umbrais de tua casa e em teus portões. |
| Para que se multipliquem os vossos dias e os dias de vossos filhos na terra que o Senhor jurou a vossos pais dar-lhes, como os dias dos céus sobre a terra.                   | Lemáan yirbu yemechêm vimê vene-chêm, al haadamá asher nishbá A-do-nai laavotê-chem, latet lahêm, kimê hashamáyim al haárets.                                         | A fim de que se multipliquem vossos dias e os dias de vossos filhos na Terra que jurou ETERNO a vossos antepassados dar-lhes por todo o tempo em que os Céus estiverem sobre a Terra.      |

### Números 15:37-41
| E falou o Senhor a Moisés, dizendo: | Vayômer A-do-nai el Moshê lemor: | Disse ETERNO a Moshê (Moisés) o seguinte: |
| Fala aos filhos de Israel, e dize-lhes: Que nas bordas das suas vestes façam franjas pelas suas gerações; e nas franjas das bordas ponham um cordão de azul.                                              | Daber el Benê Yisrael veamartá alehêm, veassu lahêm tsitsit al canfê vigdehêm ledorotam. Venatenu al tsitsit ha-canaf, petil techêlet.                                                                | Fala aos filhos de Israel e dize-lhes que façam para si franjas nos cantos de suas vestimentas, por todas suas gerações. Prenderão na franja de cada borda um cordão azul-celeste                          |
| E as franjas vos serão para que, vendo-as, vos lembreis de todos os mandamentos do Senhor, e os cumprais; e não seguireis o vosso coração, nem após os vossos olhos, pelos quais andais vos prostituindo. | Vehayá lachêm letsitsit, ur‘-itêm otô, uzchartêm el col mitsvot A-do-nai, vaas-sitêm otam, velô tatúru acharê levavchêm veacha- tizkeru vaassitêm et col mitsvotai, vihyitêm kedoshim l’E-lo-he-chêm. | . Serão para vós por tzitzit e os olhareis e recordareis todos os preceitos do ETERNO, e os cumprireis; e não seguireis atrás de vosso coração e atrás de vossos olhos, por meio dos quais vos desviareis. |
| Para que vos lembreis de todos os meus mandamentos, e os cumprais, e santos sejais a vosso Deus. | Ani A-do-nai, E-lo-he-chêm, asher hotsêti et’chêm meêrets Mitsráyim, lihyot lachêm l’E-lo-him. | Para que vos lembreis e cumprais todos Meus mandamentos e sejais santos para o ETERNO. Sou A-do-nai, vosso Deus, que vos tirou da terra do Egito para ser vosso Deus.                                      |
| Eu sou o Senhor vosso Deus, que vos tirei da terra do Egito, para ser vosso Deus. Eu sou o Senhor vosso Deus.                                                                                             | Ani A-do-nai E-lo-he-chêm Emet. A-do-nai E-lo-he-chêm Emet. | Eu, ETERNO, sou vosso Deus (Eu, ETERNO, sou vosso Deus). É verdade. |